# 1,2-di-joodethaan
1,2-di-joodethaan is een organische verbinding met als brutoformule C2H4I2. Het is een donkerbruine vaste stof, die onoplosbaar is in water.

## Synthese
1,2-di-joodethaan kan bereid worden door fotochemische additie van waterstofjodide aan vinyljodide:
{\displaystyle {\ce {H2C=CH2I + HI ->[h \nu] ICH2CH2I}}}

## Toepassingen
1,2-di-joodethaan wordt gebruikt bij de bereiding van samarium(II)jodide. Het wordt daartoe in reactie gebracht met metallisch samarium in THF:
{\displaystyle {\ce {Sm + ICH2CH2I ->[THF] SmI2 + C2H4}}}
Samarium(II)jodide is een vrij belangrijk reagens in de organische chemie: het wordt gebruikt bij de Barbier-reactie en bij bepaalde koppelingsreacties.